# Rezerwat przyrody Markowiec-Gródek
Rezerwat przyrody Markowiec-Gródek – rezerwat leśny o powierzchni 71,87 ha, położony w Polsce, w województwie małopolskim, powiecie gorlickim, gminie Uście Gorlickie, w Hańczowej i w Wysowej-Zdroju.
Teren rezerwatu należy do nadleśnictwa Łosie.

## Położenie
Pod względem fizycznogeograficznym rezerwat znajduje się w mezoregionie Beskid Niski (513.71), w Górach Hańczowskich.
Składa się z dwóch osobnych części: północnej obejmującej północno-wschodnie zbocza Markowca (640 m n.p.m.) w Hańczowej oraz południowej zlokalizowanej na południa od Gródka (706 m n.p.m.), w Wysowej-Zdroju. Najdalej wysunięte na południe części rezerwatu bezpośrednio sąsiadują z intensywną zabudową hotelową tego uzdrowiska (Hotel Ośrodek Uzdrowiskowy „Biawena”).
Pomiędzy obydwoma częściami utworzono otulinę o powierzchni 13,64 ha, w całości leżącą na terenie Hańczowej.

## Historia
Rezerwat został utworzony zarządzeniem Regionalnego Dyrektora Ochrony Środowiska w Krakowie z dnia 4 grudnia 2024, które weszło w życie 24 grudnia 2024. Powstał w ramach akcji 100 rezerwatów przyrody na 100-lecie Lasów Państwowych. Jego powstanie zaproponowało Ogólnopolskie Towarzystwo Ochrony Ptaków.

## Charakterystyka
Jak określono w akcie założycielskim, celem ochrony w rezerwacie jest zachowanie ze względów przyrodniczych, naukowych i dydaktycznych ekosystemu leśnego o charakterze zbliżonym do naturalnego, występującego wokół szczytów Markowca i Gródka w Beskidzie Niskim, wraz z zespołem reliktowych gatunków organizmów.
Rezerwat obejmuje zbiorowisko żyznej buczyny karpackiej, która w niektórych miejscach, trudno dostępnych dla człowieka (rumowiska skalne, strome stoki, doliny cieków i grzbiety górskie), zachowała charakter zbliżony do naturalnego. Na terenie rezerwatu występują duże zasoby wielkogabarytowego martwego drewna, będącego siedliskiem dla chrząszczy, grzybów i porostów, w tym gatunków będących reliktami puszczańskimi.
Występują tu m.in. z chrząszczy: wynurt i zęboszyjka ognista; z porostów: koralóweczka śluzowata, złociszek jaskrawy, spośród grzybów: świecznik rozgałęziony i korzak różnokształtny.

## Turystyka

### Szlaki turystyczne
W bliskim sąsiedztwie rezerwatu prowadzą szlaki piesze:
- ... – Banica – Izby – Ropki – Hańczowa – Kozie Żebro (847 m n.p.m.) – Regietów – Rotunda (771 m n.p.m.) – ... (Główny Szlak Beskidzki)

- ... – Wysowa-Zdrój – Kozie Żebro (847 m n.p.m.) – Skwirtne – Smerekowiec – Schronisko PTTK na Magurze Małastowskiej – ... (Szlak im. Wincentego Pola)

W pobliżu rezerwatu przebiega doliną Markowca (Markowej Wody):
- Wielokulturowy Szlak Rowerowy z Przełęczy Wysowskiej do Sędziszowej.

### Okoliczne atrakcje
- w sąsiedztwie rezerwatu, na południowych stokach Koziego Żebra, znajduje się Dolina Łopacińskiego – relikt przedwojennego „wzorcowego gospodarstwa rolnego” z wieloma funkcjonalnościami (wielopokojowy agroturystyczny budynek mieszkalny – w ruinie, różne budynki gospodarcze, dawniej też elektrownia wodna itd.)[5][6],

- cerkwie i inne zabytki oraz atrakcje turystyczne w Hańczowej i Wysowej-Zdrój,

- na sąsiadującym na wschód równoległym grzbiecie SkałkaQ (820 m n.p.m.) – Kozie Żebro (847 m n.p.m.) znajduje się równocześnie utworzony rezerwat przyrody Kozie Żebro.